# Sanbanxi-Talsperre
Die Sanbanxi-Talsperre (chinesisch 三板溪水电站, Pinyin Sānbǎnxī shuǐdiànzhàn) ist ein 185,5 m hoher CFR-Staudamm am oberen Yuan Shui in der Volksrepublik China. Zu dem Absperrbauwerk gehört ein Wasserkraftwerk mit einer Leistung von 1 Gigawatt. Der Damm befindet sich im Kreis Jinping in der Provinz Guizhou. Der Bau wurde im Jahr 2001 begonnen und fünf Jahre später abgeschlossen.
Das Projekt soll der Entwicklung des westlichen Teils Chinas dienen. Es ist der wichtigste Teil des zehnten Fünfjahresplanes und gehört zu insgesamt 15 Wasserkraftprojekten am Yuanshui.
Die Gesamtleistung wird mit vier 250-MW-Turbinen erzeugt und ermöglicht jährlich eine Bereitstellung von 2,428 Milliarden Kilowattstunden elektrischer Energie. Der erste Maschinensatz ging am 19. Juli 2006 in Betrieb.